# Appian
Appianus, Appian sau Apian (greacă: Αππιανός, Appianos) (aprox. 95-165 d.Hr.) din Alexandria a fost un istoric roman de origine greacă, care a trăit în timpul domniilor lui Traian, Hadrian și Antoninus Pius. Astăzi este mai des menționat cu numele său în variantă engleză: Appian.
După ce ocupă importante funcții în administrația orașului natal, Appianus devine, în timpul împăratului Hadrian, cetățean roman și cavaler, advocatus fisci la Roma și, grație prieteniei cu Marcus Cornelius Fronto, procurator Augusti în Egipt, în vremea lui Marcus Aurelius.

## Lucrări

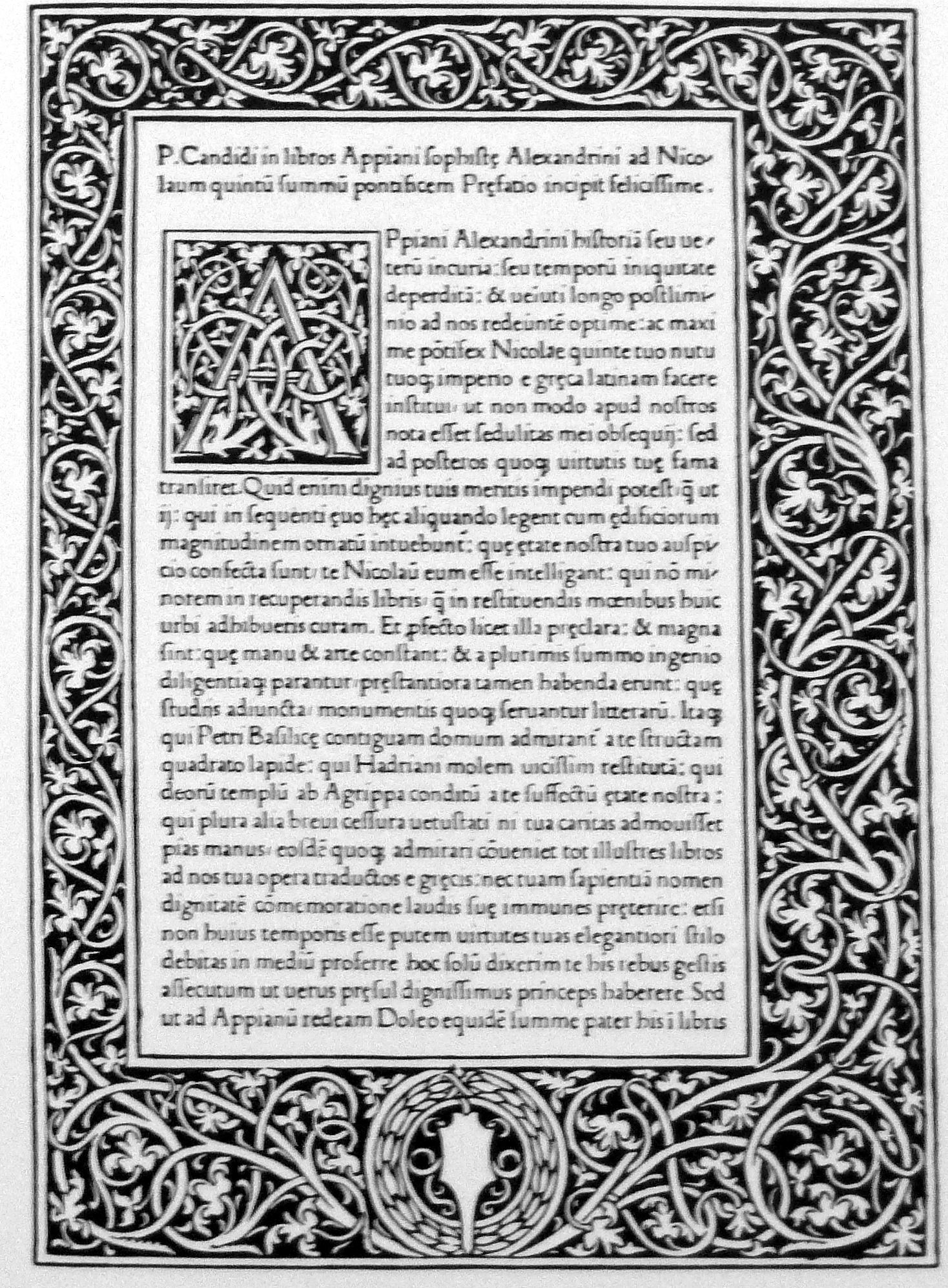
Appian: Historia Romana. Tipărită la Veneția în 1477 de Erhard Ratdolt

Opera sa, Istoria romană, în 24 de volume, începută în jurul anului 100 și păstrată fragmentar (circa 1/2 din lucrarea inițială ), reface, de pe poziții filoromane, istoria Cetății Eterne de la începuturile mitice până în secolul al II-lea, tratând și istoria popoarelor cucerite, în ordinea subjugării lor (samniți, gali, cartaginezi, macedoneni etc). Cartea a 23-a, considerată pierdută, prezenta războaiele daco-romane.
Abordînd criteriul etnografic în abordarea prezentării evenimentelor, Appianus este totodată adeptul unui stil sobru, influențat de mijloacele de expresie specifice celei de-a doua sofistici, curent retoric dominant în acea vreme la Roma.
Lucrarea sa, bazată pe un material documentar vast se remarcă prin atenția acordată evoluției economice și sociale, cât și descrierii războaielor civile (133 - 31 î.Hr.), Appianus fiind considerat unul dintre cei mai însemnați istorici ai Republicii și ai Imperiului Roman.